# Campeonato Mundial de Pelota Vasca de 2010

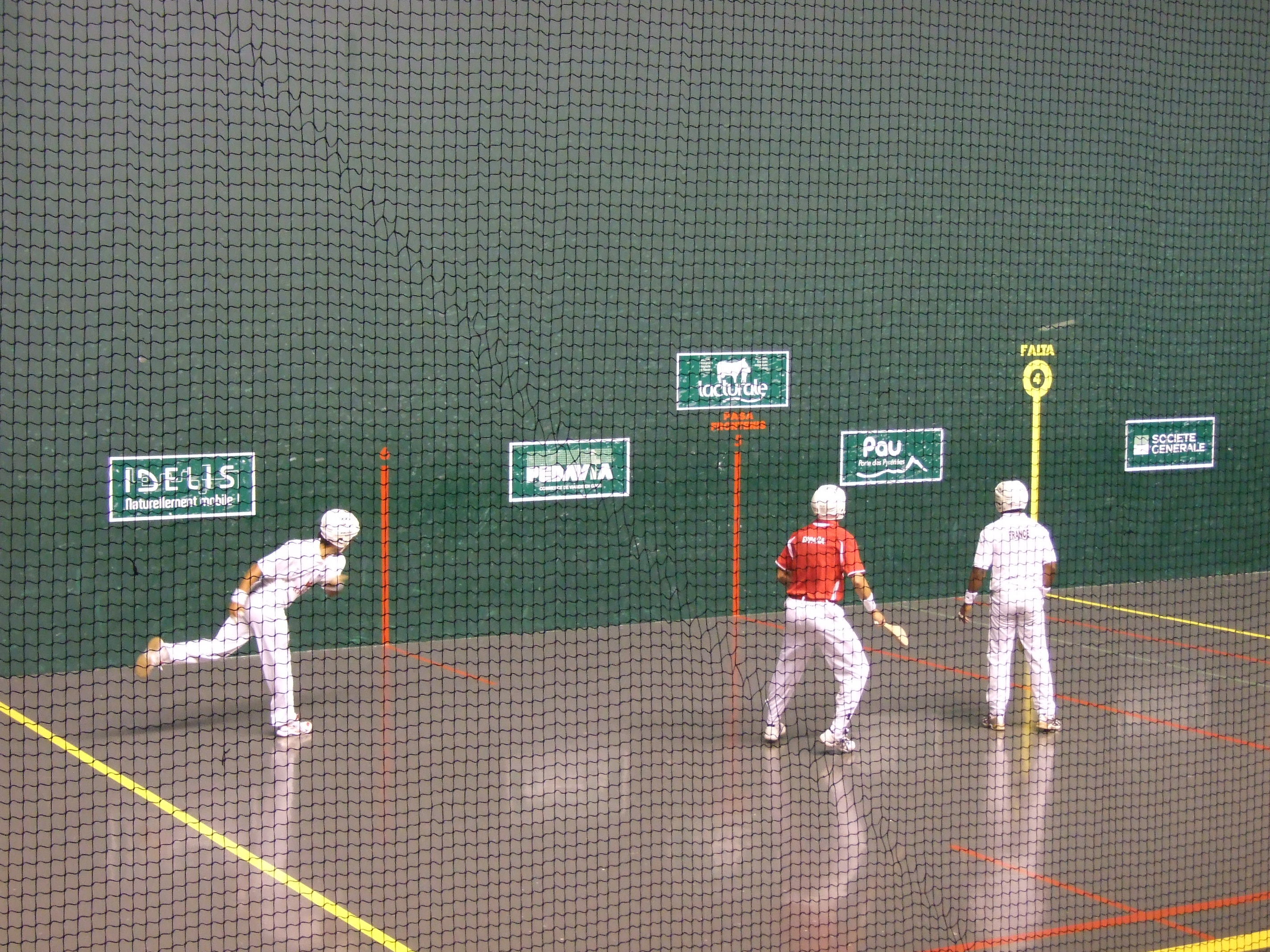
Campeonato del Mundo de Pelota Vasca en Pau (2010), paleta cuero en frontón de 36 metros. Caballero y Skufca vs. Fontano y Welmant, final.

El Campeonato del Mundo de Pelota Vasca de 2010 fue la 16.ª edición del Campeonato del Mundo de Pelota Vasca, un torneo creado en 1952 por la Federación Internacional de Pelota Vasca. El campeonato se celebró en Pau, Oloron Sainte-Marie y Lescar entre el 1 y el 10 de octubre de 2010.

## Desarrollo

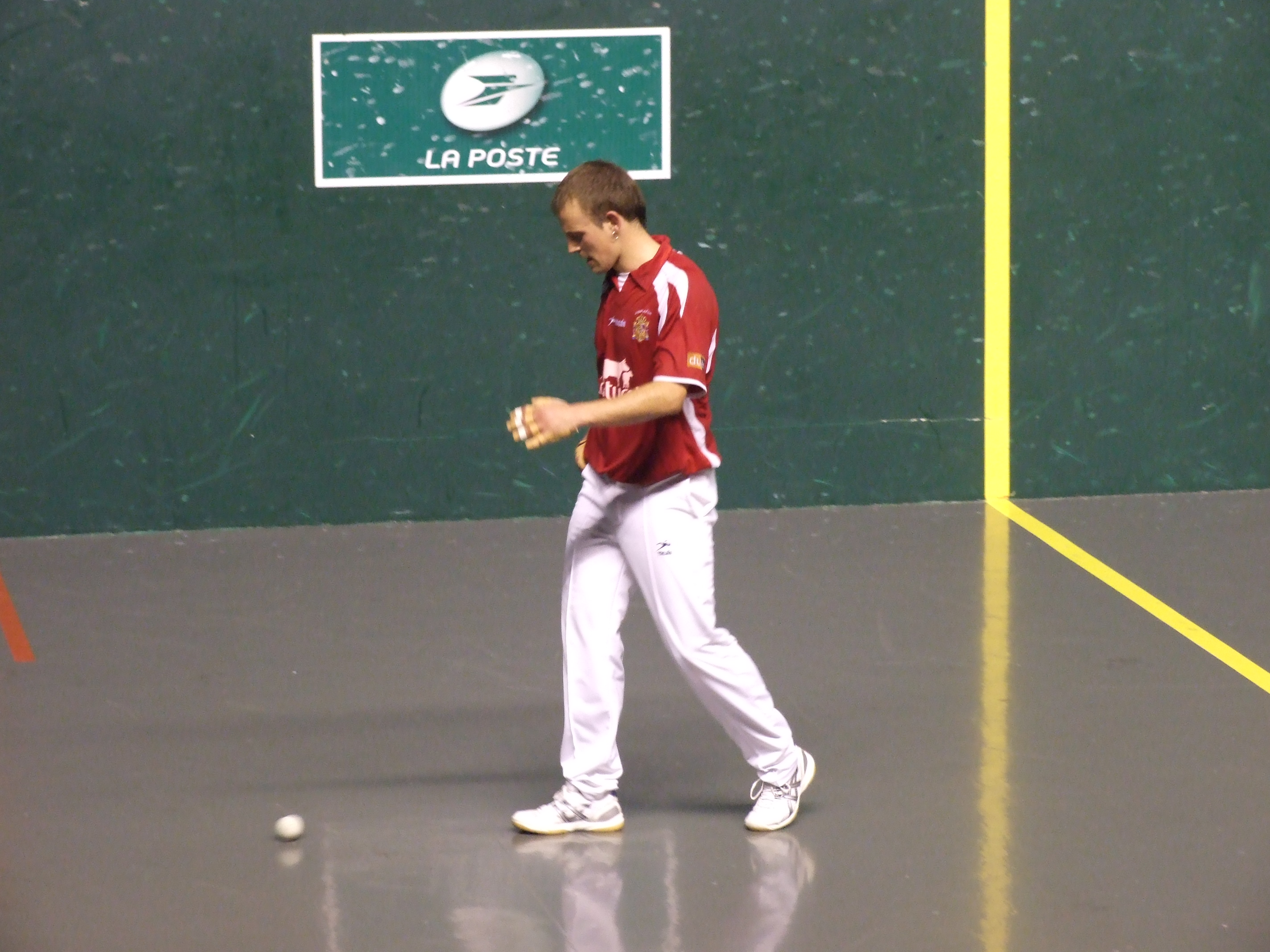
Campeonato del Mundo de Pelota Vasca en Pau (2010), mano individual en frontón de 36 metros. Onsalo, final.

Compitieron 22 naciones: España, Francia, México, Argentina, Uruguay, Cuba, Chile, Estados Unidos, Italia, Bélgica, Filipinas, India, Bolivia, Brasil, Canadá, Costa Rica, Ecuador, Guatemala, Nicaragua, Perú, República Dominicana y Venezuela. Participaron más de 550 atletas (todos ellos de categoría aficionado, al estar excluidos los profesionales).
El ganador final fue la selección de España, merced a sus cuatro medallas de oro y seis de plata, superando por estrecho margen a las selecciones de México (ganador de la anterior edición) y de la anfitriona Francia, logrando el título tras ganar las dos últimas finales del campeonato. Siendo de destacar que consiguió medallas en todas las modalidades salvo en paleta goma - trinquete, categoría masculina, al perder el bronce frente a Uruguay. Tras ellos se situó Argentina que ganó las tres finales que disputó. El quinto puesto fue a parar a Cuba y el sexto a Uruguay. Al margen de los medallistas destacan los tres cuartos puesto de Venezuela y los dos de Estados Unidos.

## Especialidades
Se disputaron 14 títulos mundiales en las diferentes especialidades, conforme el siguiente desglose en el que se indica el ganador y medallistas de cada una de ellas:
Trinquete, seis títulos:
| Especialidad            | Oro                                | Plata                                | Bronce                           |
| Mano individual         | México Cabello                     | Francia Jeannots                     | España Berrogui                  |
| Mano parejas            | México Serralde - Molotla          | Francia Inchauspe - Lambert          | España Monreal - Landa           |
| Paleta cuero            | Argentina S. G. Villegas - Muñóz   | España Fernández Laskoiti - Menéndez | Francia Cazemayor - Bergerot     |
| Paleta goma (masculina) | Argentina Torres - S. G. Villegas  | Francia Suzanne - Guillenteguy       | Uruguay Buzzo - Cazzola          |
| Paleta goma (femenina)  | España Urkizu - Ruiz Larramendi    | Francia Leiza - Elguezabal           | Argentina Zair - García Calderón |
| Xare                    | Francia Laberdesque - Algalarrondo | España Dufur - Larrea                | Cuba Pérez - Castillo            |

Frontón 36 metros, cuatro títulos:
| Especialidad    | Oro                       | Plata                                    | Bronce                          |
| Mano individual | España Onsalo             | México Fernando Medina                   | Francia Alberdi                 |
| Mano parejas    | España Irigoyen - Untoria | México Fernando Medina - Jorge Alcántara | Francia Gogny - Arraztoa        |
| Paleta cuero    | España Caballero - Skufca | Francia Fontano - Welmant                | Argentina Basualdo - Callarelli |
| Pala corta      | Francia Iris - Brefel     | España Zozaya - Velilla                  | Cuba Pérez - Fernández          |

Frontón 30 metros, tres títulos:
| Especialidad          | Oro                                     | Plata                   | Bronce                                 |
| Frontenis (masculino) | México Gasca - Alberto Rodríguez Faisal | España Martínez - Frías | Francia Azpeitia - Pucheux             |
| Frontenis (femenino)  | México Encarnación - Paulina Castillo   | España Medina - Aranaz  | Cuba Lima - Medina                     |
| Paleta goma           | Argentina Nicosía - Ergueta             | España Frías - Álvarez  | México Homero Hurtado - Raymundo Tovar |

Frontón 54 metros, un título:
| Especialidad | Oro                              | Plata                                          | Bronce                 |
| Cesta punta  | Francia Tambourindeguy - Etcheto | México Juan Pablol Valdés - José Miguel Valdés | España Lekue - Padrosa |

Nota 1: Se señalan únicamente los nombres de los pelotaris que disputaron las finales.

## Medallero
|   | País      | Oro | Plata | Bronce | Total |
| - | --------- | --- | ----- | ------ | ----- |
| 1 | España    | 4   | 6     | 3      | 13    |
| 2 | México    | 4   | 3     | 1      | 8     |
| 3 | Francia   | 3   | 5     | 4      | 12    |
| 4 | Argentina | 3   | 0     | 2      | 5     |
| 5 | Cuba      | 0   | 0     | 3      | 3     |
| 6 | Uruguay   | 0   | 0     | 1      | 1     |

Nota 1: Se contabilizan en primer lugar el total de las medallas de oro, luego las de plata y en último lugar las de bronce.